# OPTFUEL

Logo OPTFUEL

OPTFUEL (Abk. für optimised fuels for sustainable transport, deutsch: Optimierte Kraftstoffe für nachhaltige Verkehrspolitik) war ein europäisches Forschungsprojekt von zehn Auto- und Anlagenbauern aus fünf Ländern zur Herstellung von BtL-Kraftstoffen (Abk. für Biomass to Liquid, deutsch: Biomasse zu Flüssigkeit), auch Biokraftstoffe genannt, hergestellt aus Holz und Holzreststoffen. Das Projekt startete im Januar 2009 und hatte eine Laufzeit von 42 Monaten.
Die Europäische Union unterstützte das insgesamt auf 13,6 Millionen Euro kalkulierte Forschungsprojekt mit 7,8 Millionen Euro aus dem 7. Forschungsrahmenprogramm (FP7).

## Ziele

Verfahrensschema der Herstellung von BtL-Kraftstoffen

Das BtL-Kraftstoffproduktionsverfahren beruht auf der Vergasung von Holz bei 1400 °C. Es soll eine Großanlage mit einer Kapazität von 200.000 t Biodiesel jährlich gebaut werden. Choren Industries startete mit dem Anbau von 200 ha Weide, Pappeln und Robinien in der Nähe von Freiberg (Sachsen) und einer Versuchsanlage, die 15.000 t Biodiesel jährlich produziert. In Kooperation mit German Pellets, einem Unternehmen in der Holzpellet- und Biokraftstoffherstellung wurden außerdem bis zu 1000 ha Energiewald für die Produktion von Agrarholz rund um Wismar für das Projekt zur Verfügung gestellt.

## Beteiligte Unternehmen
Offizielle Kooperationspartner des EU-Projekts sind folgende zehn Unternehmen und Einrichtungen:
- Volkswagen AG, Autobauer (Deutschland)
- Ford Research Centre GmbH, Autobauer (Deutschland)
- Renault SA, Autobauer (Frankreich)
- Choren Industries GmbH, Anlagenbauer und Kraftstoffproduzent (Deutschland)
- CONCAWE (Conservation of Clean Air and Water in Europe), Vertreter der europäischen Mineralölindustrie (Brüssel, Belgien)
- Invensys Systems GmbH, Prozesstechnologieanbieter (Deutschland)
- IFP Énergies nouvelles (ehemals Institut Français du Pétrole), Forschungseinrichtung (Frankreich)
- The Centre for Research and Technology Hellas (CERTH), Forschungseinrichtung (Griechenland)
- Indian Institute of Technology Delhi (IITD), Forschungseinrichtung (Indien)
- SYNCOM F&E Beratung GmbH, Projektentwickler (Deutschland)